# Yussuf Poulsen
Yussuf Yurary Poulsen (Kopenhagen, 15 juni 1994) is een Deens voetballer van Tanzaniaanse afkomst die doorgaans als aanvaller speelt. In 2011 debuteerde hij voor Lyngby BK in de Deense Superligaen in het betaald voetbal. In 2013 debuteerde hij in het Deens voetbalelftal. Sinds juli 2025 staat hij onder contract bij het Duitse Hamburger SV.

## Clubcarrière
Poulsen is een zoon van een Tanzaniaanse vader en een Deense moeder. Hij speelde in de jeugd bij BK Skjold. Tussen 2011 en 2013 speelde hij twee seizoenen in het eerste elftal van Lyngby BK, waarvoor hij 11 doelpunten maakte in 35 competitiewedstrijden. Poulsen tekende in juli 2013 een vierjarig contract bij RB Leipzig, dat net gepromoveerd was naar de 3. Liga. Coach Alexander Zorniger nam hem direct op in zijn basisopstelling.
Poulsen behoorde tot de vaste kern van Leipzig-spelers die de club vanaf 2013 in drie jaar tijd van het derde niveau naar de Bundesliga brachten. Hij maakte ook vast deel uit van het RB Leipzig dat in haar eerste seizoen op het hoogste niveau ooit tweede werd in de eindstand. Poulsen debuteerde zodoende in 2017/18 in de UEFA Champions League. Hij maakte op 30 maart 2019 voor het eerst in zijn profcarrière een hattrick. Hij zette Leipzig toen op zowel 2–0, 3–0 als 4–0 in een met 5–0 gewonnen competitiewedstrijd thuis tegen Hertha BSC.

## Clubstatistieken
| Seizoen                     | Club         | Competitie    | Competitie | Competitie | Beker | Beker | Internationaal | Internationaal | Totaal | Totaal |
| Seizoen                     | Club         | Competitie    | Wed.       | Dlp.       | Wed.  | Dlp.  | Wed.           | Dlp.           | Wed.   | Dlp.   |
| --------------------------- | ------------ | ------------- | ---------- | ---------- | ----- | ----- | -------------- | -------------- | ------ | ------ |
| 2011/12                     | Lyngby BK    | Superligaen   | 5          | 0          | 0     | 0     | —              | —              | 5      | 0      |
| 2012/13                     | Lyngby BK    | 1. division   | 30         | 11         | 2     | 0     | —              | —              | 32     | 11     |
| Club totaal                 | Club totaal  | Club totaal   | 35         | 11         | 2     | 0     | 0              | 0              | 37     | 11     |
| 2013/14                     | RB Leipzig   | 3. Liga       | 36         | 10         | 1     | 0     | —              | —              | 37     | 10     |
| 2014/15                     | RB Leipzig   | 2. Bundesliga | 29         | 11         | 3     | 1     | —              | —              | 32     | 12     |
| 2015/16                     | RB Leipzig   | 2. Bundesliga | 32         | 7          | 2     | 0     | —              | —              | 34     | 7      |
| 2016/17                     | RB Leipzig   | Bundesliga    | 29         | 5          | 1     | 0     | —              | —              | 30     | 5      |
| 2017/18                     | RB Leipzig   | Bundesliga    | 30         | 4          | 2     | 1     | 9              | 0              | 41     | 5      |
| 2018/19                     | RB Leipzig   | Bundesliga    | 31         | 15         | 6     | 2     | 8              | 2              | 45     | 19     |
| 2019/20                     | RB Leipzig   | Bundesliga    | 22         | 5          | 3     | 0     | 8              | 0              | 33     | 5      |
| 2020/21                     | RB Leipzig   | Bundesliga    | 27         | 5          | 6     | 5     | 8              | 1              | 41     | 11     |
| 2021/22                     | RB Leipzig   | Bundesliga    | 25         | 6          | 3     | 1     | 9              | 0              | 37     | 7      |
| 2022/23                     | RB Leipzig   | Bundesliga    | 19         | 2          | 4     | 2     | 5              | 0              | 28     | 4      |
| 2023/24                     | RB Leipzig   | Bundesliga    | 28         | 5          | 2     | 0     | 7              | 0              | 37     | 5      |
| 2024/25                     | RB Leipzig   | Bundesliga    | 22         | 2          | 1     | 2     | 6              | 1              | 29     | 5      |
| Club totaal                 | Club totaal  | Club totaal   | 330        | 77         | 34    | 14    | 60             | 4              | 424    | 95     |
| 2025/26                     | Hamburger SV | Bundesliga    | 0          | 0          | 0     | 0     | —              | —              | 0      | 0      |
| Club totaal                 | Club totaal  | Club totaal   | 0          | 0          | 0     | 0     | 0              | 0              | 0      | 0      |
| Totaal                      | Totaal       | Totaal        | 365        | 88         | 36    | 14    | 60             | 4              | 461    | 106    |
| Bijgewerkt tot 14 juli 2025 |              |               |            |            |       |       |                |                |        |        |

## Interlandcarrière
Poulsen kwam uit voor alle Deense nationale jeugdselecties vanaf Denemarken –16. Hij nam met Denemarken –17 deel aan zowel het EK –17 van 2011 als het WK –17 van 2011. Hij debuteerde in 2013 in Denemarken –21, waarmee hij deelnam aan het EK –21 van 2015.
Poulsen maakte op 11 oktober 2014 onder leiding van bondscoach Morten Olsen zijn debuut in het Deens voetbalelftal, in een kwalificatiewedstrijd voor het EK 2016 in en tegen Albanië (1–1), net als Uffe Bech (FC Nordsjælland). Hij moest in dat duel na 45 minuten plaatsmaken voor Lasse Vibe, die in de 81ste minuut de gelijkmaker voor zijn rekening nam. Poulsens eerste interlanddoelpunt volgde op 13 juni 2015. Hij schoot Denemarken toen op 1–0 in een met 2–0 gewonnen EK-kwalificatiewedstrijd tegen Servië.
Poulsen nam met Denemarken deel aan de Olympische Spelen 2016 in Rio de Janeiro. Op dat toernooi verloor de ploeg van bondscoach Niels Frederiksen in de kwartfinale met 2–0 van Nigeria, de latere winnaar van de bronzen medaille. Bondscoach Åge Hareide nam Poulsen twee jaar later op in de Deense selectie voor het WK 2018. Hij maakte op zaterdag 16 juni het enige doelpunt van de wedstrijd in het eerste groepsduel van zijn team, tegen Peru in Saransk. Hij stond ook tijdens de tweede groepswedstrijd en in de achtste finale in de basis.
Poulsen werd op 30 mei 2024 door Kasper Hjulmand opgenomen in de Deense selectie voor het EK 2024 in Duitsland. Denemarken speelde in de groepsfase gelijk tegen Slovenië, Engeland en Servië, waarna het in de achtste finales werd uitgeschakeld door gastland Duitsland (2–0). Poulsen kwam op het toernooi in iedere wedstrijd als invaller in actie.

## Erelijst
| DFB-Pokal | 2x | 2021/22, 2022/23 |

1 Heuer Fernandes ·
2 Mikelbrencis ·
4 Schonlau  ·
5 Hadžikadunić ·
6 Poręba ·
7 Dompé ·
8 Elfadli ·
9 Glatzel ·
10 Pherai ·
11 Königsdörffer ·
12 Mickel ·
14 Reis ·
17 Karabec ·
16 Mebude ·
18 Jatta ·
19 Raab ·
20 Richter ·
21 Öztunalı ·
23 Meffert ·
27 Selke ·
28 Muheim ·
29 Sahiti ·
30 Hefti ·
33 Katterbach ·
37 Zumberi ·
41 Megeed ·
45 Baldé ·
47 Oliveira ·
49 Stange ·
Coach: Polzin
1 Schmeichel ·
2 Krohn-Dehli ·
3 Vestergaard ·
4 Kjær  ·
5 Knudsen ·
6 Christensen ·
7 Kvist ·
8 Delaney ·
9 Jørgensen ·
10 Eriksen ·
11 Braithwaite ·
12 Dolberg ·
13 Jørgensen ·
14 Dalsgaard ·
15 Fischer ·
16 Lössl ·
17 Larsen ·
18 Lerager ·
19 Schöne ·
20 Poulsen ·
21 Cornelius ·
22 Rønnow ·
23 Sisto ·
Coach: Hareide
1 Schmeichel ·
2 Andersen ·
3 Vestergaard ·
4 Kjær  ·
5 Mæhle ·
6 Christensen ·
7 Skov ·
8 Delaney ·
9 Braithwaite ·
10 Eriksen ·
11 Skov Olsen ·
12 Dolberg ·
13 Jørgensen ·
14 Damsgaard ·
15 Nørgaard ·
16 Lössl ·
17 Larsen ·
18 Wass ·
19 Wind ·
20 Poulsen ·
21 Cornelius ·
22 Rønnow ·
23 Højbjerg ·
24 Jensen ·
25 Christiansen ·
26 Boilesen ·
Coach: Hjulmand
1 Schmeichel ·
2 Andersen ·
3 Nelsson ·
4 Kjær  ·
5 Mæhle ·
6 A. Christensen ·
7 Jensen ·
8 Delaney ·
9 Braithwaite ·
10 Eriksen ·
11 Skov Olsen ·
12 Dolberg ·
13 Kristensen ·
14 Damsgaard ·
15 Nørgaard ·
16 O. Christensen ·
17 Larsen ·
18 Wass ·
19 Wind ·
20 Poulsen ·
21 Cornelius ·
22 Rønnow ·
23 Højbjerg ·
24 Skov ·
25 Lindstrøm ·
26 Bah ·
Coach: Hjulmand
1 Schmeichel ·
2 Andersen ·
3 Vestergaard ·
4 Kjær  ·
5 Mæhle ·
6 Christensen ·
7 Jensen ·
8 Delaney ·
9 Højlund ·
10 Eriksen ·
11 Skov Olsen ·
12 Dolberg ·
13 Jørgensen ·
14 Damsgaard ·
15 Nørgaard ·
16 Hermansen ·
17 Kristiansen ·
18 Bah ·
19 Wind ·
20 Poulsen ·
21 Hjulmand ·
22 Rønnow ·
23 Højbjerg ·
24 Dreyer ·
25 Kristensen ·
26 Bruun Larsen ·
Coach: Hjulmand